# Eufemizm
Eufemizm (z gr. ευφημισμός euphēmismós, od eu „dobrze”, phemi „mówić”), także meliorativum (melioratyw) – słowo lub połączenie wyrazowe zastępujące określenia, które nie mogą lub nie powinny być używane ze względu na: tabu kulturowe, religijne, zabobon, cenzurę, autocenzurę (polityczną lub obyczajową), normy towarzyskie, pruderię, współczucie (empatię), poprawność polityczną, delikatność, uprzejmość czy dobre wychowanie mówiącego/piszącego. Eufemizm powinien mieć przynajmniej jedną cechę wspólną ze słowem, które zamienia. Powinien także wywoływać pozytywne lub neutralne skojarzenia, co jest niejednokrotnie jedynym kryterium odróżniającym go od dysfemizmu i wulgaryzmu.
Eufemizm powstaje w procesie eufemizacji, który ma na celu wytworzenie określenia pozbawionego pewnych konotacji. Można to osiągnąć poprzez użycie słów obcych, naukowych, wyrazów wyrażających niższy stopień nasilenia pewnego zjawiska, a także poprzez posłużenie się różnymi zabiegami stylistycznymi (np. metaforą lub metonimią). Eufemizmy często występują w stylu komunikacji publicznej.
Eufemizm bywa też stosowany jako figura retoryczna, służąca ubarwieniu wypowiedzi, czy też nadaniu jej żartobliwego charakteru.
Eufemizmy są spotykane m.in. w odniesieniu do części ciała, zjawisk fizjologicznych i negatywnych elementów życia (alkoholizm, złodziejstwo, śmierć itp.). Eufemizmy bywają używane w języku propagandy (także reklamy). Przykładowo w czasach realnego socjalizmu w Polsce władze mówiły o „regulacji” cen, kiedy w istocie chodziło o podniesienie cen. Mówiły o „przerwach w pracy”, kiedy w istocie chodziło o strajki – zobacz też: nowomowa, manipulacja językowa.
Eufemizmy przyczyniają się do ewolucji zasobu słownego języka. Zdarza się niekiedy, że wyrażenia funkcjonujące jako eufemizmy stają się z czasem pełnoprawnymi synonimami.

## Tworzenie eufemizmów
Sposoby tworzenia eufemizmów:
- pojęcie abstrakcyjne lub dwuznaczne (np. deiksa wyrażona słowem to, która w zależności od kontekstu może oznaczać różne rzeczy lub sytuacje, które znajdują się w sferze tabu językowego, np. ciążę, stosunek seksualny, śmierć);
- zmiany fonetyczne (np. kurka, Holender) na tyle subtelne, aby odbiorca komunikatu był w stanie rozpoznać zamieniane (zwykle wulgarne) wyrażenie;
- metafory;
- peryfrazy;
- litoty (polegające na użyciu zaprzeczenia antonimu słowa, np. niechudy, nieurodziwy zamiast gruby i brzydki itp.).

## Przykłady
Przykłady eufemizmów:

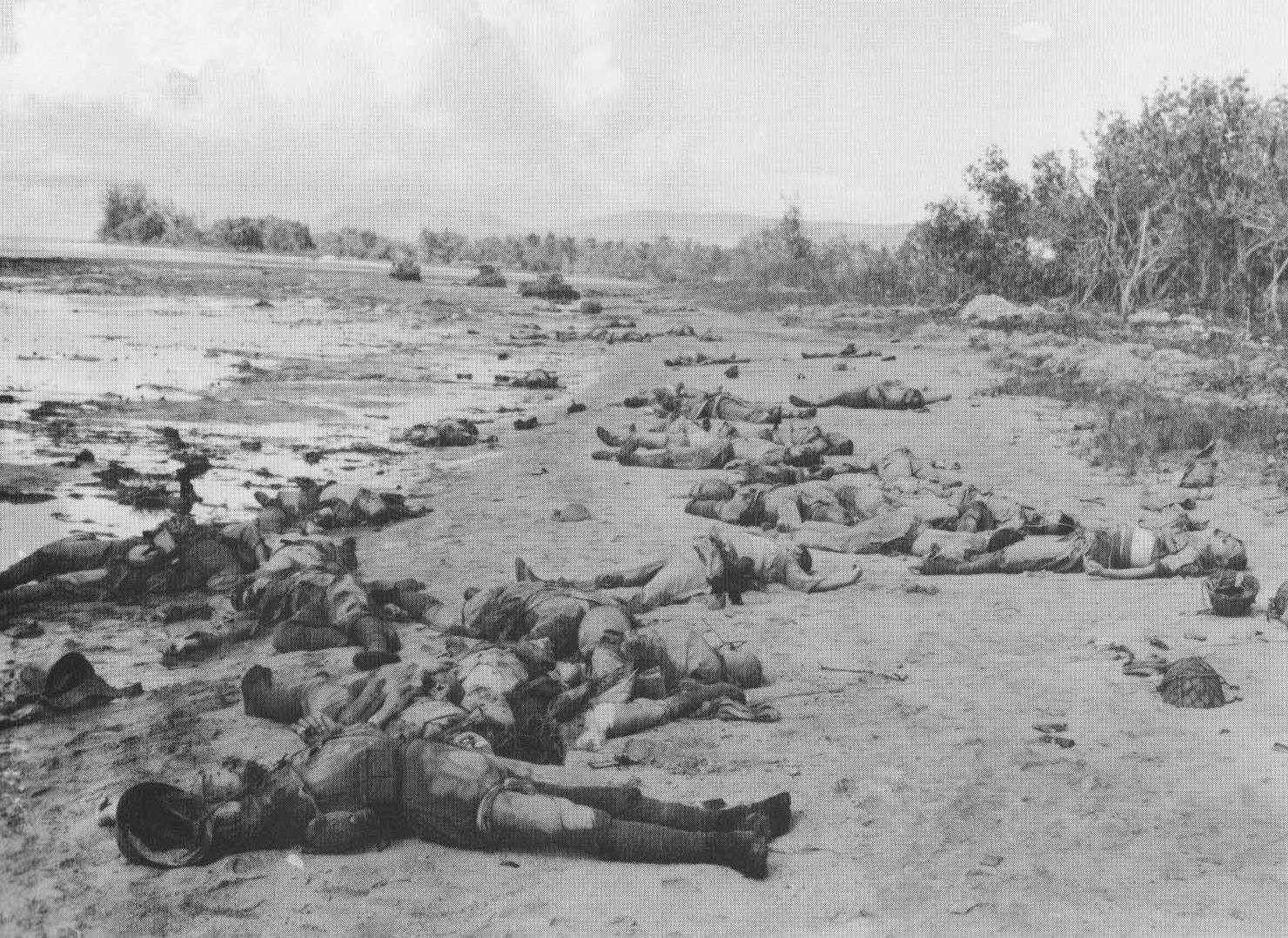
Wyeliminowana siła żywa – eufemistyczny termin wojskowy oznaczający zabitych żołnierzy przeciwnika

- odejść, zasnąć w Panu – zamiast – umrzeć;
- jesień życia, trzeci wiek, zaawansowany wiek – zamiast – starość
- puszysty, grubokościsty, dobrze jedzący – zamiast – gruby
- kobieta lekkich obyczajów, córa Koryntu, strażniczka lasu – zamiast – prostytutka
- mijać się z prawdą – zamiast – kłamać, łgać
- mieć lepkie ręce – zamiast – kraść
- urodzony w niedzielę – zamiast – leniwy
- tam gdzie król piechotą chadza lub ustronne miejsce – zamiast – ubikacja
- te dni, kobieca przypadłość – zamiast – miesiączka
- strefa bikini – zamiast – łono, podbrzusze, krocze
- pojechać do Rygi, puścić pawia – zamiast – zwymiotować
- do diaska – zamiast – do diabła
- mieć żółte papiery – zamiast – być chorym psychicznie
- przyjaciółka – zamiast – kochanka
- postprawda – zamiast – kłamstwo, fałsz
- film z kiepskimi dialogami – zamiast – film pornograficzny